# Festa italiana (teatro)
Festa italiana è un colossal teatrale (fino a 120 persone in scena) di folclore regionale italiano, ideato e creato da Mario Lanfranchi appositamente per il Madison Square Garden di New York nel 1966.
I numeri folcloristici erano stati scelti fra quelli ritenuti più spettacolari e noti anche all'estero, quali la feroce 'ndrezzata della Campania, i Mamuthones della Sardegna, la Giostra del Saracino e gli sbandieratori di Arezzo, la partita a scacchi di Marostica.
A queste e altre esibizioni il regista aggiunse di sua invenzione una "Battaglia della Rosa", nella quale i cavalieri si affrontavano al galoppo cercando di tagliare a sciabolate la rosa posta sull'elmo dell'avversario, e che riscosse particolare successo. Poiché era stato stanziato un premio in dollari per chi vinceva, fu presa molto sul serio e ci furono dei feriti, non gravi.
Era l'epoca dei western all'italiana, cavalieri e stuntmen erano stati ingaggiati fra i più spericolati di Cinecittà.
Lo spettacolo batté il record degli incassi del Madison Square Garden, e circolò con uguale successo nelle grandi arene americane a canadesi  

## Curiosità
La Columbia e la RKO avevano chiesto al regista, che già in altre occasioni aveva collaborato con loro, un'idea "italiana" per il Madison Square Garden.
Lanfranchi propose il Carosello Storico dei Carabinieri e relativa banda (200 partecipanti) e l'idea fu accolta con entusiasmo anche dall'allora comandante dei Carabinieri; poi  nel '65 cambiò il comandante, e il nuovo annullò lo spettacolo dicendo che i carabinieri non erano dei teatranti.
L'organizzatore del Garden, noto per i suoi modi da gangster, impose allora a Lanfranchi di inventarsi subito qualcosa, o ci sarebbe stato «a lot of dirt for you and your friends». Alla scherzosa ma velata minaccia, Lanfranchi pensò che, ad ogni buon conto, era il caso di mettere ali ancora più grandi alla propria fantasia trasferendo al di là dell'oceano oltre 500 persone.